# Michiyo Fujimaru
Michiyo Fujimaru (Tóquio, 6 de abril de 1979) é uma ex-nadadora sincronizada japonesa, medalhista olímpica.

## Carreira
Michiyo Fujimaru representou seu país nos Jogos Olímpicos de 2004, ganhando a medalha de prata por equipes em Atenas 2004. 